# Hautmougey
Hautmougey korábbi község Franciaországban, Vosges megyében. Lakosainak száma 128 fő (2018. január 1.). Hautmougey Les Voivres, Bains-les-Bains, Fontenoy-le-Château, Gruey-lès-Surance, Harsault és Fontenoy-le-Château községekkel határos.
2017. január 1-jén Bains-les-Bains és Harsault korábbi községgel egyesült és az így létrejött La Vôge-les-Bains új község része lett.

## Népesség
A település népességének változása:
| Lakosok száma | 149  | 134  | 130  | 128  |
|               | 2013 | 2015 | 2017 | 2018 |